# 皮爾鄉 (薩圖馬雷縣)
47°28′N 22°22′E / 47.467°N 22.367°E
皮爾鄉（羅馬尼亞語：Comuna Pir, Satu Mare），是羅馬尼亞的鄉份，位於該國西北部，由薩圖馬雷縣負責管轄，面積46平方公里，海拔高度123米，2007年人口1,593，人口密度每平方公里35人。